# Гуменный, Леонид Владимирович
Леонид Владимирович Гуменный (род. 22 июля 1952 года) — советский и российский деятель спецслужб, офицер ГСН «Альфа» и ГСН «Гром» КГБ СССР, участник штурма дворца Амина за отличие в котором был удостоен ордена Красного Знамени. С 1998 по 2007 год — первый заместитель начальника Управления «А» ЦСН ФСБ России.

## Биография
Родился 22 июля 1952 года в Кишинёве в рабочей семье.
С 1971 по 1973 год служил на действительной срочной военной службе в рядах Советской армии в одной из воинских частей ГСВГ. В 1973 году направлен на службу в органы госбезопасности. С 1973 по 1978 год проходил обучение на контрразведывательном факультете Высшей школы КГБ СССР имени Ф. Э. Дзержинского. В 1978 году направлен для последующей службы в 5-й отдел 7-го управления КГБ СССР и после встречи с Г. Н. Зайцевым был переведён в Группу специального назначения «Альфа» КГБ СССР на должность разведчика. Весной 1979 года Гуменный, в составе оперативно-боевой группы под руководством О. А. Балашова находился в командировке в Афганистане, где занимался охраной советских военных советников в Кабуле и некоторых провинциях Афганистана — Кандагаре, Гардезе, Джелалабаде и Герате, также совместно с офицером «Альфы» В. И. Анисимовым работал в Мазари-Шарифе.

### Штурм дворца Амина
С 23 декабря 1979 года участвовал в боевых действиях в Афганистане в качестве офицера Группы специального назначения «Гром» КГБ СССР. С 27 декабря 1979 года был участником штурма дворца Амина (спецоперация «Шторм-333») по ликвидации афганского диктатора Хафизуллы Амина. Гуменный входил в штурмовую подгруппу под руководством С. А. Голова в качестве его заместителя, подгруппа номинально входила в состав 2-й боевой группы под общим руководством Г. И. Бояринова. Помимо Гуменного, ещё одним заместителем Голова был Г. Е. Зудин. Подгруппа Голова находилась на БМП № 038: и помимо Голова, Гуменного и Зудина состояла из бойцов «Грома»: В. И. Анисимова, М. В. Соболева и В. И. Филимонова. При движении ко дворцу Голов, Гуменный с бойцами «Грома» открыли огонь по его окнам, чтобы дополнить огневое воздействие ЗСУ и АГС, несмотря на это, колонна подверглась сильному обстрелу, во время которого погиб Зудин и два таджика-переводчика, остальные бойцы «Грома», включая Гуменного получили ранения после прорыва во дворец Амина и завязавшегося там боя. По воспоминаниям Гуменного о тех событиях:

Когда мы заняли места в машине, то я оказался рядом с Головым, сидевшим возле двери. Он отдал мне свой пулемёт, чтобы удобно было быстро открыть дверь при десантировании. Старший, как я уже сказал, Голов, а также Анисимов, Зудин, Соболев, Филимонов и два переводчика-таджика. Об интенсивности огня можно судить хотя бы по тому, что на всех без исключения БМП разнесло триплексы, а фальшборты, пробитые пулями и осколками, превратились буквально в решето... Мы вынуждены были десантироваться, не доехав до дворца Амина. Укрылись за БМП, окрыли огонь. Помню, рядом со мной лежал какой-то человек и пытался стрелять сквозь решётку ограды, но пули рикошетом полетели в нас. Мы обматерили его, но потом, узнав в нём полковника Г. И. Бояринова, я извинился. Он и сам понял свою оплошность и сказал: «Мужики, извините». Видимо, его и самого зацепило шальной пулей, так как голова у него была в крови. Я отдал ему свой перевязочный пакет. Мы лежали за парапетом Тадж-Бека и стреляли по окнам дворца. Когда мы прорвались во дворец, что-то взорвалось в коридоре, и бойцы из нашей подгруппы все получили ранения. Мне осколок попал в предплечье, Виктор Анисимов был легко ранен, особенно досталось Голову и Филимонову, но никто, хочу это подчеркнуть особо, из боя не вышел...

28 апреля 1980 года Указом Президиума Верховного Совета СССР Л. В. Гуменный был награждён орденом Красного Знамени.

### Дальнейшая служба
С 1982 по 1990 год являлся руководителем штабной группы и первым начальником штаба Группы специального назначения «Альфа» КГБ СССР. С 1990 по 1998 год являлся начальником первого отделения Группы «А» КГБ СССР — Управления «А» ФСБ России. В 1990 году находился в Молдавии, где входил в состав Комиссии о разоружении незаконных вооруженных формирований. С 1998 по 2007 год Гуменный являлся первым заместителем начальника Управления «А» Центра специального назначения ФСБ России. С 1999 по 2008 год участвовал в боевых и контртеррористических операциях в период Второй чеченской войны, находившись в командировках в Чечне более десяти раз. В 2002 году во время Теракта на Дубровке (захват заложников в здании Театрального центра во время мюзикла «Норд-Ост») возглавил резервную группу. Гуменный находился в «Альфе» с 1978 по 2007 год (в течение двадцати девяти лет) и по продолжительности пребывания в его составе является абсолютным рекордсменом.
В 2005 году Гуменный окончил РАНХиГС при Президенте РФ и в 2006 году защитил диссертацию на соискание учёной степени кандидат политических наук по теме: «Влияние деструктивных факторов на трансформацию современного миропорядка».
С 2007 года после ухода в отставку является президентом Клуба безопасности «Защита».

## Награды
- Орден Красного Знамени[12]
- Орден Мужества
- Орден «За военные заслуги»
- Медаль «За отвагу»
- Почётный сотрудник госбезопасности[13].